# Kronvipa
Kronvipa (Vanellus coronatus) är en afrikansk fågel i familjen pipare inom ordningen vadarfåglar. Olikt många andra vipor är den inte knuten till vatten utan ses snarare i gräsmarker och fält. Arten minskar i antal men beståndet anses livskraftigt.

## Utseende och läten
Kronvipan är en mestadels brun vipa med en kroppslängd på 29-31 cm. Karakteristiskt är den svarta hjäasan som avbryts av ett vitt diadem. Både näbbroten och benen är färgglatt rosenröda. Det sandbruna bröstet skiljs åt från den vita buken av ett svart band. Ungfågeln har fjällig ovansida, beigebandad hjässa och blekgult på ben och näbbrot. Kronvipan är en ljudlig fågel som låter höra ett raspande "kreep" både dag och natt.

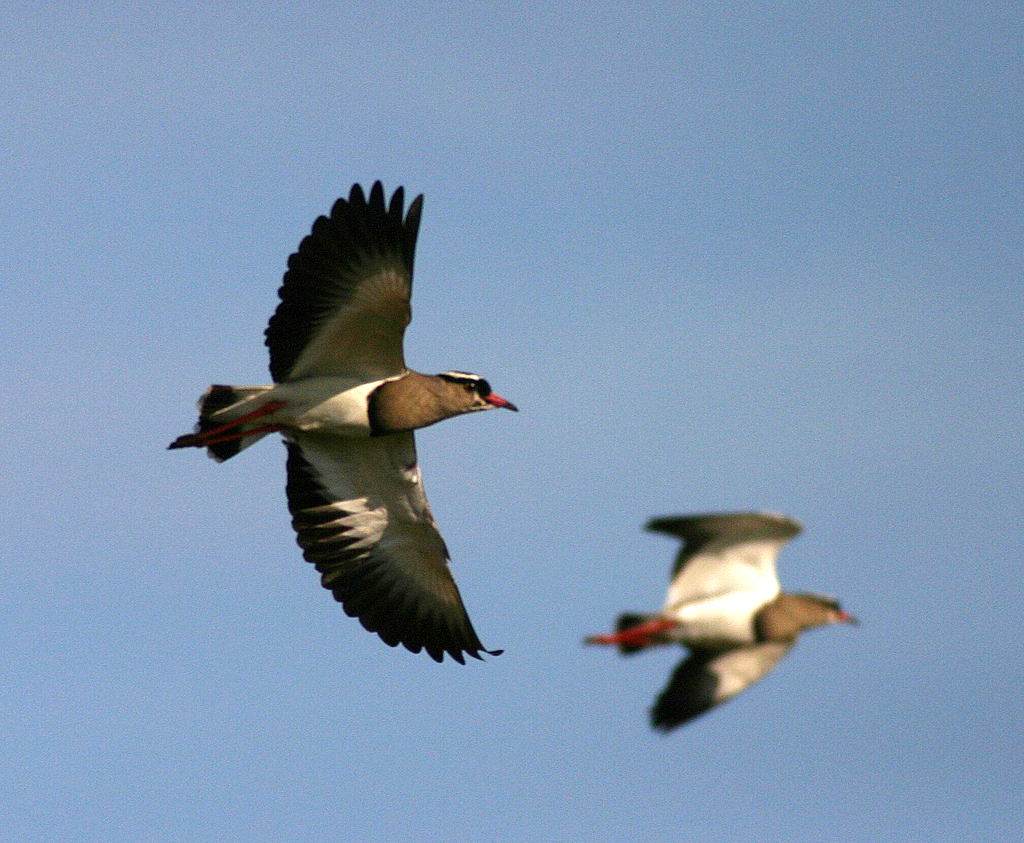
Kronvipa i flykten.

## Utbredning och systematik
Kronvipa förekommer i torr buskmark och öken i Afrika söder om Sahara och delas upp i två underarter med följande utbredning:
- Vanellus coronatus coronatus – Etiopien till Sydafrika
- Vanellus coronatus demissus – Somalia

Den har hybridiserat med svarthuvad vipa i Kenya. Resultat från genetiska studier tyder också på att de är varandras närmaste släktingar.

## Levnadssätt
Kronvipan är till skillnad från flera andra viparter inte bunden till vatten. Istället ses den på kortvuxen gräsmark och öppna fält, ibland i sällskap med mörk sorgvipa (Vanellus lugubris). Födan består av insekter och deras larver, framför allt termiter, skalbaggar, syrsor, gräshoppor och myror. Den intar möjligen även daggmaskar. Fågeln häckar under torrsäsongen när gräsbränder förekommer, men tiden på året varierar stort geografiskt.

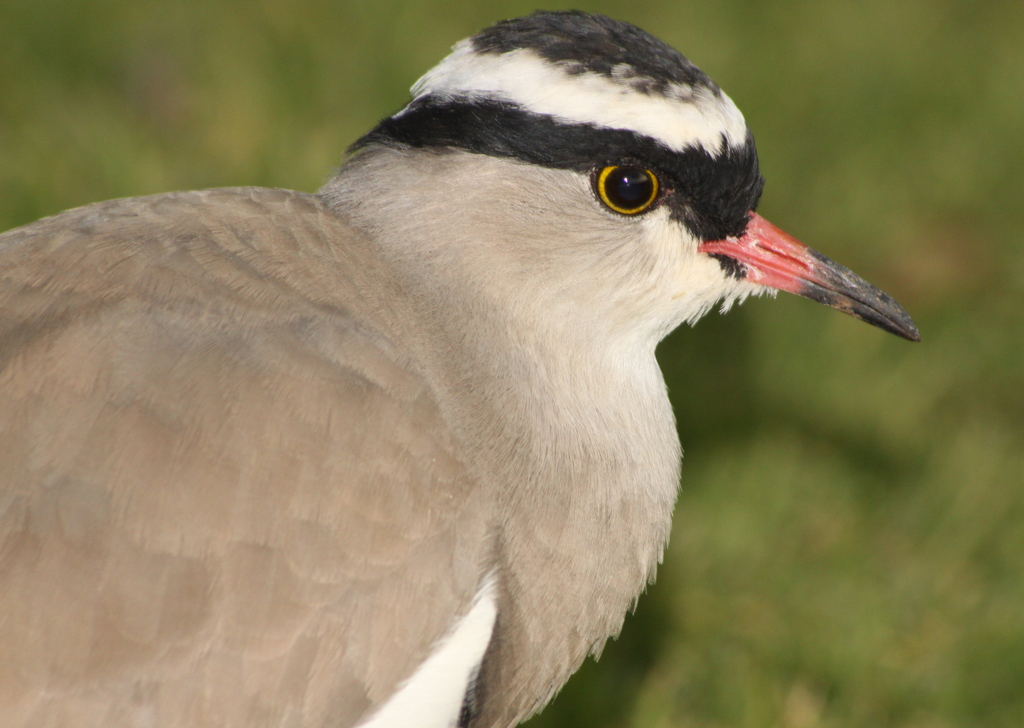
Kronvipa fotograferad utanför Johannesburg i Sydafrika.

## Status och hot
Arten har ett stort utbredningsområde, men tros minska i antal, dock inte tillräckligt kraftigt för att den ska betraktas som hotad. Internationella naturvårdsunionen IUCN listar arten som livskraftig (LC).